# Franz Nadler
Franz Xaver Nadler (9. července 1811, Mašťov – 28. dubna 1876 Vídeň) byl rakouský lékař a politik německé národnosti z Čech, během revolučního roku 1848 poslanec Říšského sněmu.

## Biografie
Narodil se jako Franz Killian Nadler v Mašťově u Podbořan jako syn sládka Johanna Nadlera († 1856) a jeho manželky Johanny roz. Hauschildové z Kadaně.
V roce 1837 vystudoval medicínu na Vídeňské univerzitě. Roku 1849 se uváděl jako doktor lékařství na ve Vídni, též jako lékař v Kadani.
Během revolučního roku 1848 se zapojil do veřejného dění. Ve volbách roku 1848 byl zvolen na ústavodárný Říšský sněm. Zastupoval volební obvod Kadaň. Tehdy se uváděl coby doktor lékařství. Řadil se k sněmovní levici.
V listopadu 1851 mu město Kadaň udělilo čestné občanství za jeho vlastenectví a jeho zásluhy o město. Uváděl se tehdy jako lékař ve Vídni. Roku 1870 byl uváděn coby držitel Zlatého záslužného kříže s korunou a čestný občan města Kadaň, bytem ve Vídni, Landhausgasse 4. Byl tehdy členem kolegia lékařské fakulty Vídeňské univerzity.
Čestný občan města Kadaň a okresní lékař pro chudé ve Vnitřním městě ve Vídni Franz Nadler zemřel 28. dubna 1876. Bydlel tehdy v Landhausgasse ve Vídni. Bylo mu 66 let. Příčinou úmrtí bylo oslabení věkem.